# The Bridge (album de Sting)
Pour les articles homonymes, voir Bridge (homonymie).
Albums de Sting
Duets
(2021)
Singles
1. If It's Love
Sortie : 1er septembre 2021
2. Rushing Water
Sortie : 30 septembre 2021

The Bridge est le quinzième album studio de Sting, paru le 19 novembre 2021 chez A&M Records.

## Conception
Sting compose l'album "durant une année remplie de pertes et de séparations, de confinement, de pandémie et de troubles politiques et sociaux",.
L'album a été enregistré à distance, les musiciens étant répartis à travers le monde en raison de la pandémie de Covid-19.
Le premier single, If It's Love, sort le 1er septembre 2021. Le second single, Rushing Water, sort le 30 septembre 2021.
Le saxophoniste et clarinettiste Branford Marsalis, qui a joué sur ses quatre premiers albums solo (incluant l'album live Bring On The Night), joue sur ce nouvel opus de Sting.

### Liste des chansons
L'album sort en quatre versions : album 10 chansons, version Deluxe , version Super Deluxe avec un deuxième CD "FIP Session Live in Paris at the Pantheon" et version japonaise.
| The Bridge | The Bridge               | The Bridge | The Bridge | The Bridge | The Bridge | The Bridge | The Bridge | The Bridge | The Bridge |
| No         | Titre                    | Auteur     | Durée      |            |            |            |            |            |            |
| ---------- | ------------------------ | ---------- | ---------- | ---------- | ---------- | ---------- | ---------- | ---------- | ---------- |
| 1.         | Rushing Water            | Sting      | 3:17       |            |            |            |            |            |            |
| 2.         | If It's Love             | Sting      | 3:12       |            |            |            |            |            |            |
| 3.         | The Book of Numbers      | Sting      | 3:18       |            |            |            |            |            |            |
| 4.         | Loving you               | Sting      | 4:24       |            |            |            |            |            |            |
| 5.         | Harmony Road             | Sting      | 3:18       |            |            |            |            |            |            |
| 6.         | For Her Love             | Sting      | 3:45       |            |            |            |            |            |            |
| 7.         | The Hills one the Border | Sting      | 4:16       |            |            |            |            |            |            |
| 8.         | Captain Bateman          | Sting      | 4:14       |            |            |            |            |            |            |
| 9.         | The Bells of St. Thomas  | Sting      | 4:18       |            |            |            |            |            |            |
| 10.        | The Bridge               | Sting      | 2:33       |            |            |            |            |            |            |
| 36:25      |                          |            |            |            |            |            |            |            |            |

| Edition Deluxe | Edition Deluxe                   | Edition Deluxe              | Edition Deluxe | Edition Deluxe | Edition Deluxe | Edition Deluxe | Edition Deluxe | Edition Deluxe | Edition Deluxe |
| No             | Titre                            | Auteur                      | Durée          |                |                |                |                |                |                |
| -------------- | -------------------------------- | --------------------------- | -------------- | -------------- | -------------- | -------------- | -------------- | -------------- | -------------- |
| 11.            | Waters of Tyne                   | Sting                       | 2:10           |                |                |                |                |                |                |
| 12.            | Captain Bateman's Basement       | Sting                       | 3:41           |                |                |                |                |                |                |
| 13.            | (Sittin' On) The Dock of the Bay | Steve Cropper, Otis Redding | 2:54           |                |                |                |                |                |                |
| 45:10          |                                  |                             |                |                |                |                |                |                |                |

| Version Super Deluxe - CD2 "FIP Session Live in Paris at the Pantheon", enregistré le 6 octobre 2021 | Version Super Deluxe - CD2 "FIP Session Live in Paris at the Pantheon", enregistré le 6 octobre 2021 | Version Super Deluxe - CD2 "FIP Session Live in Paris at the Pantheon", enregistré le 6 octobre 2021 | Version Super Deluxe - CD2 "FIP Session Live in Paris at the Pantheon", enregistré le 6 octobre 2021 | Version Super Deluxe - CD2 "FIP Session Live in Paris at the Pantheon", enregistré le 6 octobre 2021 | Version Super Deluxe - CD2 "FIP Session Live in Paris at the Pantheon", enregistré le 6 octobre 2021 | Version Super Deluxe - CD2 "FIP Session Live in Paris at the Pantheon", enregistré le 6 octobre 2021 | Version Super Deluxe - CD2 "FIP Session Live in Paris at the Pantheon", enregistré le 6 octobre 2021 | Version Super Deluxe - CD2 "FIP Session Live in Paris at the Pantheon", enregistré le 6 octobre 2021 | Version Super Deluxe - CD2 "FIP Session Live in Paris at the Pantheon", enregistré le 6 octobre 2021 |
| No                                                                                                   | Titre                                                                                                | Durée                                                                                                | | | | | | | |
| --- | --- | --- | --- | --- | --- | --- | --- | --- | --- |
| 1.                                                                                                   | Shape of my Heart                                                                                    | 4:41                                                                                                 | | | | | | | |
| 2.                                                                                                   | Fragile                                                                                              | 3:30                                                                                                 | | | | | | | |
| 3.                                                                                                   | Message in a Bottle                                                                                  | 4:49                                                                                                 | | | | | | | |
| 4.                                                                                                   | If it's Love                                                                                         | 3:43                                                                                                 | | | | | | | |
| 5.                                                                                                   | Rushing water                                                                                        | 3:16                                                                                                 | | | | | | | |
| 6.                                                                                                   | For her Love                                                                                         | 3:55                                                                                                 | | | | | | | |
| 7.                                                                                                   | Por Su Amor (ft. KURT)                                                                               | 3:42                                                                                                 | | | | | | | |
| 27:39                                                                                                | | | | | | | | | |

| Version Japonaise | Version Japonaise                              | Version Japonaise | Version Japonaise | Version Japonaise | Version Japonaise | Version Japonaise | Version Japonaise | Version Japonaise | Version Japonaise |
| No                | Titre                                          | Auteur            | Durée             |                   |                   |                   |                   |                   |                   |
| ----------------- | ---------------------------------------------- | ----------------- | ----------------- | ----------------- | ----------------- | ----------------- | ----------------- | ----------------- | ----------------- |
| 14.               | I Guess the Lord Must Be in New York City (en) | Harry Nilsson     | 2:18              |                   |                   |                   |                   |                   |                   |
| 47:28             |                                                |                   |                   |                   |                   |                   |                   |                   |                   |

### Crédits
- Sting : Chant, basse
- Dominic Miller : Guitares
- Martin Kierszenbaum : Claviers
- Frédéric Renaudin : Synthétiseur
- Branford Marsalis : Saxophone, clarinette
- Manu Katché, Josh Freese : Batterie
- Gene Noble, Jo Lawry, Laila Biali, Melissa Musique : Chœurs

## Classements
| Classement (2021)                             | Meilleure position |
| --------------------------------------------- | ------------------ |
| Autriche                                      | 7                  |
| Pays-Bas                                      | 27                 |
| Belgique (Ultratop 50 Singles Francophone)    | 5                  |
| Belgique (Ultratop 50 Singles Néerlandophone) | 23                 |
| Canada (Billboard Canadian Albums)            | 90                 |
| France                                        | 14                 |
| Tchéquie                                      | 7                  |
| Hongrie                                       | 29                 |
| Pologne                                       | 8                  |
| Allemagne                                     | 5                  |
| Italie (FIMI)                                 | 26                 |
| Espagne (PROMUSICAE)                          | 50                 |
| Suisse                                        | 5                  |
| Japon (Oricon)                                | 21                 |
| Japon (Billboard Japan Hot Albums)            | 21                 |
| Royaume-Uni (The Official Charts Company)     | 27                 |
| Écosse                                        | 17                 |
| États-Unis (Billboard Top 200)                | 101                |
| États-Unis (Billboard Top Rock Albums)        | 15                 |

## Réception
- Selon Jordi Zamora de l'AFP, Sting propose un album "métaphore de l'élan pour enjamber l'adversité [...où...] l’isolement et la pandémie ne l’ont pas directement inspiré [...] mais trouvent un écho dans les thèmes abordés"[17].
- Pour Eric Jean-Jean de RTL2, "The Bridge est un bon cru, moins rock et plus pop. Un disque dans la lignée de son album The Dream of the Blue Turtles, sorti après son départ du groupe, The Police"[18].
- John Shand du Sydney Morning Herald y voit la transcription de l'intérêt que porte Sting à la pop, au R&B, au folk et aux sonorités issues du jazz, le chanteur sonnant 'comme à la fleur de l'âge'[19].
- Sur Ultimate Classic Rock, Michael Gallucci parle de l'album de Sting comme étant le moins compliqué (the least fussy) et le plus satisfaisant depuis des années[20].